# Littleton Groom
Pour les articles homonymes, voir Groom.
Sir Littleton Ernest Groom, né le 22 avril 1867 à Toowoomba et mort le 6 novembre 1936 à Canberra, est un avocat et homme politique australien. Il exerce divers ministères entre 1905 et 1925 avant d'être élu président de la Chambre des représentants.

## Biographie

### Débuts
Il est l'un des fils de William Henry Groom (en), Britannique déporté pénal en Australie à l'âge de 13 ans devenu président de l'Assemblée législative du Queensland puis député à la Chambre des représentants d'Australie. Très bon élève durant sa scolarité, Littleton Groom obtient un Master en humanités à l'université de Melbourne, suivi d'un diplôme de droit en 1892. Il s'établit comme barrister (avocat) à Brisbane.
À la mort de son père en août 1901, il accepte d'être le candidat du Parti protectionniste à l'élection législative partielle qui s'ensuit dans sa circonscription de Darling Downs. Il remporte le siège et entre à la Chambre des représentants comme député de la majorité parlementaire du gouvernement Barton. Portant des idées de christianisme social, il défend avec enthousiasme le nouveau libéralisme (ou social-libéralisme) qui reconnaît un rôle de l'État dans la promotion de la justice sociale. À ce titre, il souhaite voir renforcés les pouvoirs des autorités fédérales vis-à-vis de ceux des États de la fédération australienne, et soutient l'éphémère premier gouvernement travailliste que mène Chris Watson en 1904.

### Ministre
En juillet 1905, le Premier ministre protectionniste Alfred Deakin le nomme ministre de l'Intérieur dans son gouvernement. À ce poste, il met en œuvre l'expansion d'une administration fédérale, avec notamment la création d'un bureau du recensement et des statistiques, malgré la réticence des gouvernements de certains des États. En octobre 1906 il est promu au poste de procureur général, et met en œuvre la décision du tribunal d'arbitrage de H.B. Higgins qui établit en 1907 un droit des ouvriers à un salaire minimum suffisant pour un niveau de vie décent. En 1908, c'est lui qui introduit avec succès le projet de loi de création de pensions d'invalidité et de vieillesse pour les pauvres.
En 1909 le Parti protectionniste et le Parti pour le libre-échange fusionnent en un Parti libéral comme front d'opposition aux travaillistes. Littleton Groom, qui a de la sympathie pour les travaillistes, ne le rejoint qu'à contrecœur, mais estime que l'État assure désormais un rôle social suffisant, et ne soutient pas ce qu'il considère comme le socialisme doctrinaire vers lequel s'oriente le Parti travailliste. De 1909 à 1910 il est le ministre des Affaires extérieures dans le nouveau gouvernement d'Alfred Deakin, et introduit la législation nécessaire à la création du Haut-commissariat d'Australie à Londres.
De 1913 à 1914 il est le ministre du Commerce extérieur et des Douanes dans le gouvernement libéral de Joseph Cook, qui légifère peu en raison du contrôle du Sénat par l'opposition travailliste. Il s'ensuit des élections anticipées en 1914, remportées par les travaillistes. Le gouvernement travailliste se déchire sur la question de la conscription, et la faction favorable à la conscription, menée par le Premier ministre Billy Hughes, s'unit au Parti libéral pour fonder en 1917 pour fonder le Parti nationaliste d'Australie. Littleton Groom est vice-président du Conseil exécutif dans le gouvernement Hughes de novembre 1917 à mars 1918, puis ministre des Travaux publics et des Chemins de fer. Il s'associe pleinement à la volonté du Premier ministre de renforcer les champs d'action du gouvernement fédéral à l'issue de la guerre en matières de politiques industrielles et commerciales ; il pilote un développement du réseau de chemins de fer d'Australie ainsi que la construction de la nouvelle capitale fédérale, Canberra.
En décembre 1921 il est fait procureur général. Il obtient le titre honorifique de conseil du Roi en 1923, puis est fait chevalier commandeur de l'ordre de Saint-Michel et Saint-Georges en 1924. Cette même année, il est brièvement ministre du Commerce extérieur et des Douanes, et ministre de la Santé, du 29 mai au 13 juin. Critiqué pour avoir tenté d'expulser du pays deux syndicalistes nés à l'étranger et qu'il considère comme des agitateurs radicaux, il est limogé du gouvernement en décembre 1925.

### Président de la Chambre
En contrepartie de son exclusion du gouvernement, Littleton Groom est élu président de la Chambre des représentants en janvier 1926. Il tient à exercer cette fonction avec impartialité, s'inspirant de la convention constitutionnelle britannique à cet égard. En août 1929, le gouvernement nationaliste introduit un projet de loi controversé visant à saper le système d'arbitrage des conflits sociaux. L'opposition travailliste réagit en introduisant un amendement qui empêcherait cette loi d'entrer en application à moins qu'elle ne soit approuvée par référendum ou à moins que le gouvernement ne remporte les prochaines élections. Puisqu'il semble qu'une moitié exactement des membres de la Chambre des représentants s'apprête à voter pour cet amendement, et l'autre moitié contre, la président de la Chambre aurait à les départager par son vote. En Australie jusque lors, le président de la Chambre pouvait voter de manière partisane, mais au Royaume-Uni la tradition était que le président de la Chambre des communes s'abstienne de conférer par son vote une majorité à un projet de loi qui n'est pas soutenu par une majorité des députés. Le Premier ministre Stanley Bruce lui demande de voter contre l'amendement travailliste ; Littleton Groom refuse, expliquant qu'il se doit d'être neutre. Finalement, l'amendement travailliste est adopté par la Chambre des représentants avec une majorité d'une voix, sans que le président Groom n'ait à voter. 
Cette défaite à la Chambre entraîne la démission du gouvernement Bruce et la tenue des élections anticipées de 1929, largement remportées par l'opposition travailliste. Exclu du Parti nationaliste en raison de son refus par principe de voter en faveur du gouvernement contre l'amendement travailliste, Littleton Groom est contraint de se présenter sans étiquette dans la circonscription de Darling Downs dont il est le député depuis 1901. Il y est battu par le candidat que les nationalistes présentent contre lui, Arthur Morgan. Il reprend toutefois ce siège, comme candidat indépendant, aux élections de 1931. En 1933 il devient membre du Parti de l'Australie unie, né d'une fusion des nationalistes avec une faction de la droite du Parti travailliste. Il mène campagne, sans succès à ce stade, pour la création d'une université nationale australienne, et meurt en novembre 1936. Sa circonscription de Darling Downs est renommée circonscription de Groom en son honneur en 1984. 